# Municipio Aguasay
Aguasay es uno de los 13 municipios que conforman el estado Monagas en Venezuela. Su capital es la población de Aguasay. Tiene una superficie de 2.581 km² y según censo del INE su población para el último censo realizado en el año 2022 era de 15.000 habitantes. 
La tierra de la curagua llamada así por el cultivo de dicha planta (Curagua) además de ser un pueblo de tierra fértil donde se pueden sembrar (Yuca, maíz, auyama, arroz) entre otros. Cuenta con una gran capacidad de productores que aparte de la siembra, viven de la cría de (ganados, cerdos, ovejas, chivas y pollos) llevando al mercado la carne, el queso y muchos otros productos.

## Historia
El municipio solo está integrado por una parroquia del mismo nombre.
En 1987 es elevado a Municipio dentro del antiguo Distrito Maturín. El 27 de septiembre de 1994 se separa del Municipio Maturín logrando su autonomía creándose el Municipio Aguasay.
Para el 10 de diciembre de 2017, se realizaron elecciones municipales resultando electo nuevamente José Galindo para el periodo 2017-2021.
Después de realizarse elecciones primarias por el PSUV, fue anunciado a José Galindo como candidato a la alcaldía del municipio Aguasay para noviembre de 2021. Donde fue electo Eduardo Maurera del Mov. Ecológico y demás factores políticos con un 50,06%. Posteriormente fue juramentado el 2 de diciembre. En abril de 2025, se registra el primer nacimiento en un CDI del Estado Monagas, este de realizó en la localidad de Oritupano del municipio. En julio del mismo año, es electo a Rafael Sánchez Mérida como alcalde del municipio.

## Geografía
Se encuentra al oeste del Estado Monagas, limita al norte con los Municipios Ezequiel Zamora y Santa Bárbara, por el este con el Municipio Maturín, al sur y oeste con el Estado Anzoátegui.
El territorio presenta un paisaje predominantemente de mesa plana, característico de las formaciones geológicas del oriente venezolano, con suaves ondulaciones y altiplanicies que definen su relieve.

### Clima y vegetación
El clima de la región es tropical de sabana, con una temperatura promedio anual de 25,4 °C y una precipitación media anual de 1055 mm. La vegetación dominante corresponde al bosque seco tropical, con especies adaptadas a períodos prolongados de sequía y suelos de drenaje moderado.
Estos ríos cumplen funciones ecológicas y económicas fundamentales, abasteciendo zonas agrícolas, comunidades rurales y ecosistemas ribereños.

### Límites
Según la Gaceta Oficial del Estado Monagas, Reforma Parcial de la Ley de División Político Territorial del Estado Monagas, de fecha 29 de julio de 1998, los límites del Municipio Aguasay son: por el Norte, linda con los Municipios Ezequiel Zamora y Santa Bárbara partiendo de las bocas del río Tácata
en el río Tonoro aguas abajo hasta la boca de Gabán; por el Este, con cuatro líneas rectas dis criminadas
así: de la boca de Gabán a la boca del río Caris en el río Guanipa, desde este punto hasta la boca de la
quebrada Las Gaviotas, en el río Ñato, de la boca de Las Gaviotas a la confluencia de la quebrada Las Gaviotas y la quebrada El Latal, y de aquí a la confluencia de los ríos Tigre y Oritupano; por el Sur, lindera con el Estado Anzoátegui, por el río Oritupano
desde su confluencia con el río Tigre hasta su cabecera; por el Oeste, con el Estado Anzoátegui, por el lindero Oeste del Estado Monagas desde la cabecera del río Oritupano hasta las bocas del Tácata, punto inicial.

### Hidrografía
- Río Guanipa
- Río Cari

### Centros poblados
- Aguasay, capital del municipio.
- Altamira, se originó con la Hacienda La Ramireña.
- El Caro, lleva su nombre por un árbol. Cuenta con una iglesia.
- Caserío La Pulvia.
- El Guamo, poblado de origen indígenas kariñas.
- La Florida, poblada por gente dedicada al campo y la agricultura.
- Tonoro, su origen data de finales del siglo XIX.
- El Piñar.
- El Cedral.
- La Inglesa:Nombre dado por una mujer trinitaria,en los tiempos de la independencia.

## Infraestructura

### Salud
Hospital Dr. José Gregorio Hernández, localizado en el sector Guanipa. También cuenca con el Centro de Diagnóstico Integral (CDI) en Oritupano.

### Servicios públicos
En el sector El Caro de Aguasay posee un pozo de agua.

## Economía
Es uno de los municipios de Monagas con mayor diversificación de la economía, la explotación petrolera en el municipio es relevante y en los próximos años la estatal PDVSA espera comenzar con la explotación de gas; el sector agrícola se caracteriza por la producción de merey y yuca además de cambures, caña de azúcar, frijoles punta negra, ñame, tabaco en hojas y patilla, entre otros. La ganadería está concentrada principalmente en la cría de ganado vacuno y en menor escala la avícola y porcina.

### Turismo
El municipio cuenta con diversos balnearios para la recreación y disfrute de los diferentes ríos que se encuentran en municipio, estos son El Cari, Tonoro y Maniral.

## Cultura

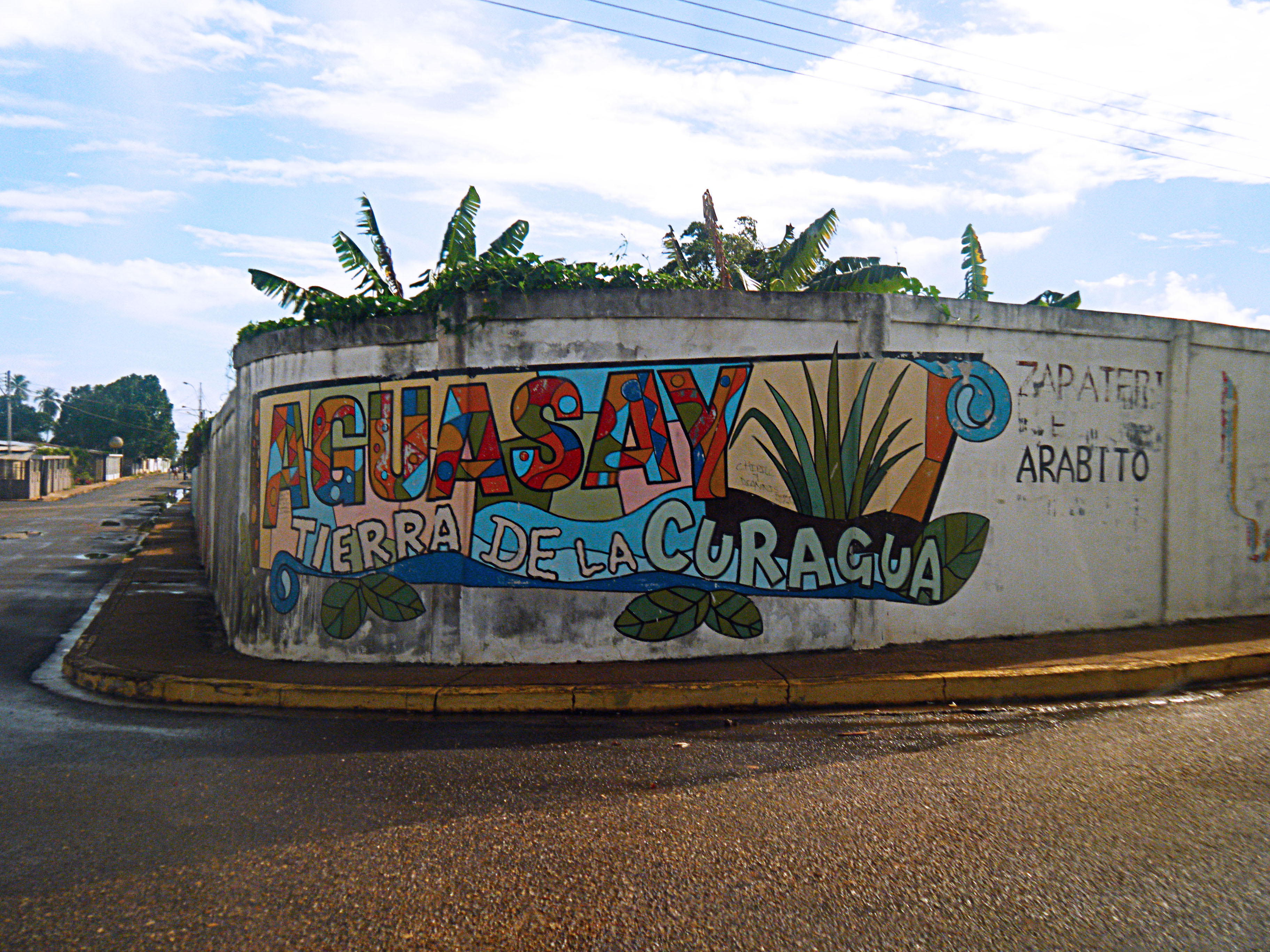
Tierra de la Curagua.

La localidad es famosa por su tejido que se elabora a partir de una planta que se cultiva en esa población llamada Curagua. Donde fue declara Patrimonio Cultural Inmaterial de la Humanidad por la UNESCO en 2015. Al ser declarado patrimonio de la humanidad existen muchos artesanos en el municipio dedicados a la fabricación de chinchorros o hamacas de curagua. 
También presenta mucho descendiente de la etnia Kariña, donde se llegan a confeccionar diversas artesanías a base de la fibra del moriche. 

### Dulce
Un dulce que ha resaltado en Aguasay es el Helado de Moriche.

### Festividades
En el municipio se realizan ferias y exposiciones agropecuarias, la festividad más representativa es la Feria de San José, patrono de la capital del municipio.

### Símbolos municipales
El municipio cuenta con una bandera municipal, diseñada por José Irradies Bastardo Malavé para un concurso realizado por la alcaldía en marzo de 2004. Cuenta con tres franjas horizontales de color, azul celeste, blanco y verde. Y del lado izquierdo presenta un vértice marrón, representativo de la tierra. También posee elementos como la palma de moriche, una torre petrolera y una palma de curagua.

## Sitios de interés
- Iglesia de Periquito.
- Balneario de Paso Real del Cari.
- Parque Ferial de Aguasay.
- Centro gasífero de El Caro.
- Morichal de flores, es una quebrada, donde presenta gran cantidad de morichales.

## Política y gobierno

### Alcaldes
| Período     | Alcalde              | Partido político / Alianza | % de votos | Notas |
| ----------- | -------------------- | -------------------------- | ---------- | --- |
| 1995 - 2000 | Hiromides Pierluissi |                            |            | Primer alcalde bajo elecciones directas (se realizaron elecciones generales adelantadas en el 2000 debido a la aprobación de la Constitución de 1999) |
| 2000 - 2004 | Hiromides Pierluissi |                            | 51,18      | Reelecto |
| 2004 - 2008 | Hiromides Pierluissi |                            | 49,94      | Reelecto |
| 2008 - 2013 | José Galindo         |                            | 43,76      | Segundo alcalde bajo elecciones directas (se postergan 1 año las elecciones municipales pautadas para finales del 2012)                               |
| 2013 - 2017 | José Galindo         |                            | 51,16      | Reelecto |
| 2017 - 2021 | José Galindo         |                            | 49,94      | Reelecto |
| 2021 - 2025 | Eduardo Maurera      | MOVEV                      | 50,05      | Tercer alcalde electo bajo elecciones directas |

### Concejo municipal
Período 1995 - 2000
| Concejales            | Partido político / Alianza |
| --------------------- | -------------------------- |
| José Manuel Rodríguez | AD                         |
| Gilbert Lima          | AD                         |
| José Hurtado          | AD                         |
| Miguel Oliveros       | COPEI                      |
| José Lorenzo Marquez  | CONVERGENCIA               |

Período 2000 - 2005
| Concejales            | Partido político / Alianza |
| --------------------- | -------------------------- |
| Evaristo Sánchez Lima | AD                         |
| Agneddy Hurtado       | AD                         |
| José Manuel Rodríguez | AD                         |
| Manuel Simoza         | PCV                        |
| Luisa Rodríguez       | MIGATO                     |

Período 2005 - 2013
| Concejales             | Partido político / Alianza |
| ---------------------- | -------------------------- |
| Evaristo Sánchez Lima  | AD                         |
| Agneddy Hurtado        | AD                         |
| Armando García Maestro | AD                         |
| Alonzo Figuera         | AD                         |
| Jesús González Delgado | MVR                        |

Período 2013 - 2018:
| Concejales            | Partido político / Alianza |
| --------------------- | -------------------------- |
| Junior Noguera        | PSUV                       |
| Tivisay Febres        | PSUV                       |
| Carmen Sabanera       | PSUV                       |
| Rafael Cova           | PSUV                       |
| José Rodríguez        | DSM/MUD                    |
| José Ángel Carrasquel | DSM                        |
| Rafael Martínez       | (Representación Indígena)  |

Período 2018 - 2021
| Concejales          | Partido político / Alianza |
| ------------------- | -------------------------- |
| Maria Carrión       | PSUV                       |
| Cesar Chacin        | PSUV                       |
| Rafael Sánchez      | PSUV                       |
| Venelisis Barroyeta | PSUV                       |
| Karelys Martínez    | (Representación Indígena)  |

Período 2021 - 2025
| Concejales      | Partido político / Alianza |
| --------------- | -------------------------- |
| Luisa Cermeño   | MOVEV                      |
| Marcos Corona   | MOVEV                      |
| Anais Lara      | MOVEV                      |
| Carlos Cermeño  | MOVEV                      |
| Milagro Aray    | PSUV                       |
| Rafael Sánchez  | PSUV                       |
| Freddy Martinez | (Representación Indígena)  |

## Educación
El municipio cuenta con alrededor de 28 planteles educativos.

### Escuelas y liceos
- Escuela José Tadeo Monagas.
- Escuela Fe y Alegría.
- Centros de Educación Inicial (CEI) de carmen chacín y Arenal.
- Unidad Educativa Jesús salvador Guevara.
- U.E Manuela Sáenz